# Macropodaphis damrosei
Macropodaphis damrosei är en insektsart. Macropodaphis damrosei ingår i släktet Macropodaphis och familjen långrörsbladlöss. Inga underarter finns listade i Catalogue of Life.